# Pimaphera sparsaria
Pimaphera sparsaria är en fjärilsart som beskrevs av Walker 1863. Pimaphera sparsaria ingår i släktet Pimaphera och familjen mätare. Inga underarter finns listade i Catalogue of Life.